# Vitjasiella belyaevi
Vitjasiella belyaevi is een mosselkreeftjessoort uit de familie van de Bythocytheridae. De wetenschappelijke naam van de soort is voor het eerst geldig gepubliceerd in 1976 door Schornikov.